# Lomaso
Lomaso là một đô thị ở tỉnh Trento thuộc vùng Trentino-Alto Adige/Südtirol của Ý, tọa lạc cách 20 km về phía tây nam của Trento. Tại thời điểm ngày 31 tháng 12 năm 2004, đô thị này có dân số 1.482 người và diện tích là 41.5 km².
Đô thị Lomaso có các frazioni (đơn vị trực thuộc, chủ yếu là các làng) Campo Lomaso, Comano, Dasindo, Godenzo, Lundo, Poia, Ponte Arche and Vigo Lomaso.
Lomaso giáp các đô thị: San Lorenzo in Banale, Stenico, Dorsino, Calavino, Bleggio Inferiore, Dro, Fiavè, Arco và Tenno.